# Glens d'Antrim

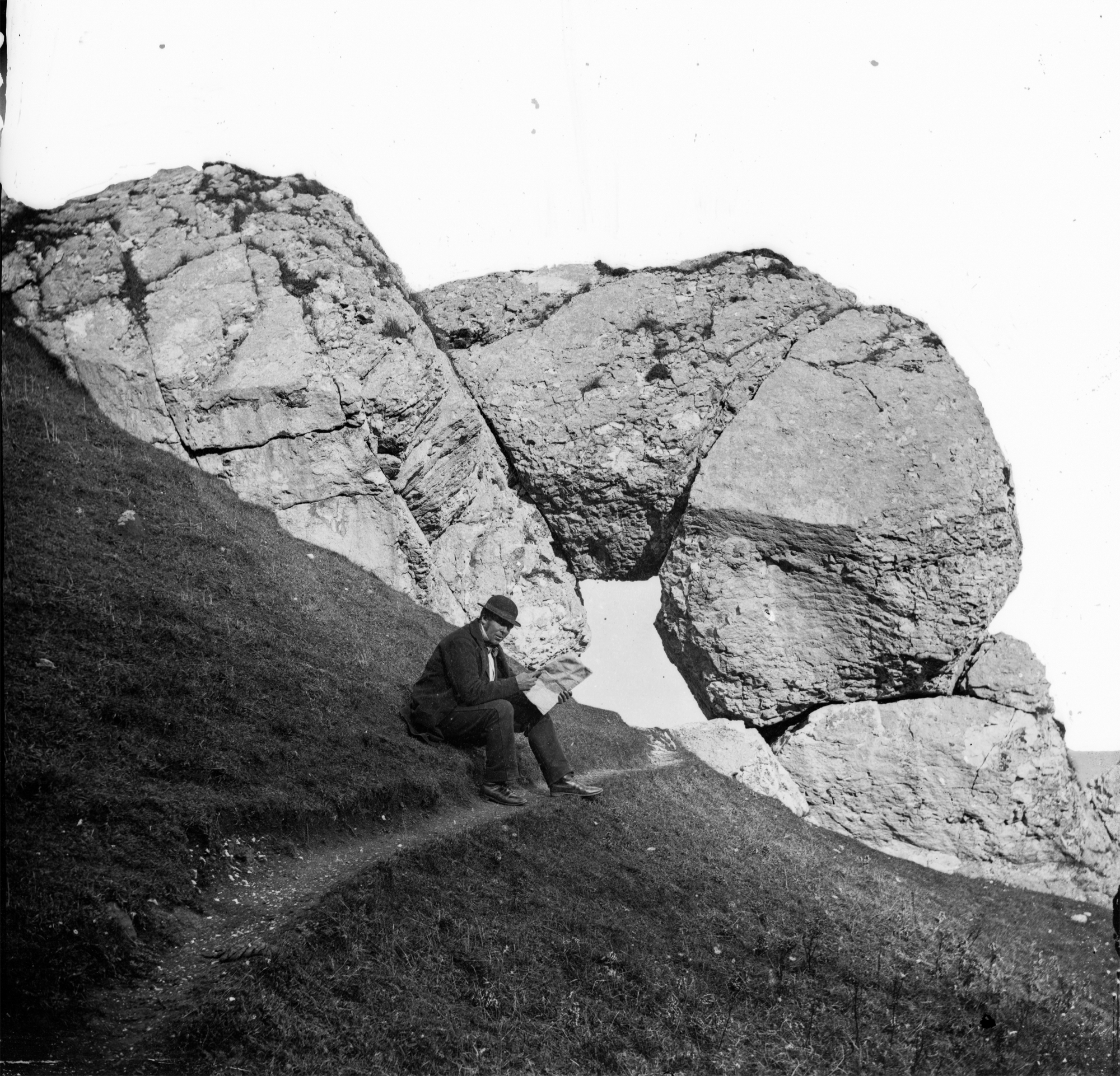
Le "Madman's Window" (Fenêtre du Fou), Antrim, vers 1860.

Les Glens d'Antrim (en irlandais: Gleannta Aontroma) ou, simplement, les Glens, ou les montagnes d'Antrim, sont une région du comté d'Antrim, en Irlande du Nord, comprenant neuf glens, ou vallées, qui rayonnent depuis le plateau d'Antrim jusqu'à la côte. Les habitants de plusieurs glens descendent de la population irlandaise primitive[réf. nécessaire] et des Écossais des Hébrides.  Les Glens possèdent une nature d'une exceptionnelle beauté, et ils constituent une attraction touristique majeure au nord d'Antrim.  Les principales villes des Glens sont Ballycastle, Cushendun, Cushendall, Waterfoot et Carnlough.  
Les neuf glens sont, du nord vers le sud:
- Glentaisie
- Glenshesk
- Glendun
- Glencorp
- Glenaan
- Glenballyeamon
- Glenariff
- Glencloy
- Glenarm

On considère souvent Glenravel comme un dixième glen, bien qu'il n'en soit officiellement pas un, puisqu'il ne s'ouvre pas directement sur la mer. Il se trouve au sud-ouest de Glenballyeamon et de Glenariff, de l'autre côté du parc forestier de Glenariff. Les principaux villages de Glenravel sont Cargan, Martinstown et Skerry.